# Барсов, Елпидифор Васильевич
Елпидифо́р Васи́льевич Ба́рсов (1 [13] ноября 1836 — 2 [15] апреля 1917) — русский историк литературы, этнограф, фольклорист, собиратель и исследователь древнерусской письменности, археограф, действительный статский советник (1885).

## Биография
Родился 1 (13) ноября 1836 года в селе Логиново Череповецкого уезда Новгородской губернии, в семье сельского священника.
Окончил Устюженское духовное училище, затем Новгородскую духовную семинарию, откуда в 1857 году поступил в Санкт-Петербургскую Духовную академию и окончил её в 1861 году.
В 1862—1870 годах — преподаватель логики и психологии в Олонецкой духовной семинарии в Петрозаводске. В марте 1867 года в Петрозаводске встретился с олонецкой «вопленницей» Ириной Андреевной Федосовой; в течение трёх лет Е. В. Барсов записывал причитания, составившие три тома его книги «Причитания Северного края» (М., 1872—1886), отмеченные золотой медалью Русского Географического общества и Уваровской премией.
В 1870 году был приглашён хранителем отдела рукописей Румянцевского музея А. Е. Викторовым в Москву и работал хранителем рукописей русского и славянского отделений, затем библиотекарем Чертковской библиотеки, потом хранителем, а впоследствии библиотекарем Дашковского этнографического музея.
С 12 марта 1870 года — действительный член Общества любителей Российской словесности при Московском университете. С переездом в Москву, Барсов был принят также в члены Общества истории и древностей российских. Его секретарём он состоял более четверти века — с 1881 по 1907 год; был редактором издаваемых обществом «Чтений». Научная деятельность Барсова имела своим предметом изучение древнерусской письменности и быта, по количеству своих трудов Барсов принадлежит к наиболее продуктивным исследователям древнерусской письменности своего времени.
Помимо отдельных сочинений, он сделал много разных сообщений, снабдил предисловиями много письменных памятников старины и народного творчества. Полный список написанного им приведён у Венгерова (т. II) и в брошюре Д. В. Цветаева «Записка о трудах Е. Барсова» (М., 1887).
Большое количество материалов, которыми Барсов обогатил науку, он черпал из своего собрания рукописей, на приобретение которых тратил все свои средства. Барсов сумел составить одну из наиболее значительных палеографических коллекций. Барсов собирал произведения старообрядческой литературы и рукописей по истории церковной реформы. Им сделано описание рукописного собрания Выголексинского Поморского монастыря Олонецкой губернии.
Им была собрана уникальная коллекция из 500 древнерусских рукописей, хранящаяся в ГИМ и РГБ. Д. В. Цветаев указывал:

Существенным подспорьем для ученой производительности г. Барсова служит собранная им богатая рукописная библиотека. Первоначально собиратель интересовался лишь теми рукописями и актами, которые имели отношение к прямой его задаче, к истории Олонецкого края; все же прочие он принес в дар Киевской Духовной академии, которые и описаны в «Трудах» ея. На рукописях вообще историко-литературных он сосредоточил своё внимание только после ближайшего знакомства с П. Н. Рыбниковым. Главным же образом его собрание составилось в Москве, благодаря московскому антикварному рынку. Только здесь единственно могла быть собрана систематическая библиотека старообрядческих писателей"

Мемориальная табличка на стенах Детского музея Череповца

В 1870-х по инициативе Барсова и городского головы Череповца И. А. Милютина был открыт музей в Череповце. Барсов пожертвовал часть своей коллекции для организации музея и разработал его устав. Также в музей древностей Московского археологического общества он передал старинные головные украшения и принадлежности русского костюма.
Собрание Барсова по систематичности не уступало коллекции В. М. Ундольского, а по количеству приближалось к погодинскому Древлехранилищу. Это была одна из лучших по тому времени палеографических коллекций, включавшая около пятисот рукописей по истории раскола и около тысячи старообрядческих рукописей. В коллекции было большое собрание портретов раскольников.
Коллекция литературы и рукописей Е. В. Барсова, была удостоена Уваровской премии. В 1914 году своё рукописное собрание (2728 рукописей XV—XIX вв.) и старопечатные книги за пятьдесят пять тысяч рублей Барсов отдал Историческому музею.
Первоначально Барсов снимал квартиру на Патриарших прудах, которую посещал близко знакомый с ним писатель и журналист В. А. Гиляровский; затем Барсов поселился в собственном доме на Шаболовке (д. 77), который был подарен ему Н. И. Пастуховым.
Умер 2 апреля 1917 года в Москве.

## Признание
- Член-корреспондент Императорской Санкт-Петербургской академии наук (1873)
- Действительный член Императорского Московского археологического общества (1874)